# Thomas Peter Friedl

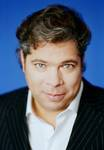
Thomas Peter Friedl, 2008

Thomas Peter Friedl (* 3. Januar 1967 in München) ist ein deutscher Filmproduzent und Medienunternehmer.

## Leben
Thomas Peter Friedl studierte bis 1989 Architektur und Städteplanung an der Fachhochschule München.
Im September 1989 begann seine berufliche Laufbahn als Assistent des Geschäftsführers der Classic Media GmbH, einem Tochterunternehmen der Constantin Film AG. 1992 wurde er dann alleiniger Geschäftsführer der Classic Media GmbH.
Im Jahr 1994 übernahm Friedl die Entwicklung und strategische Führung der Kinoaktivitäten der Constantin Film. Neben der Leitung aller Marketingaktivitäten der Constantin Film Gruppe übernahm Friedl 1996 als Executive Director Distribution & Marketing zusätzlich die Verantwortung für das nationale und internationale Verleihgeschäft der Constantin Film. Im Zuge des Börsengangs der Constantin Film AG war Friedl ab 1999 dann als Vorstand (Verleih, Marketing und zentrale Dienste)  für den gesamten nationalen und internationalen Verleih- und Marketingbereich der Constantin Film AG verantwortlich. In seiner Zeit an der Spitze des Constantin Film Verleih konnten die unter seiner Verantwortung ausgewerteten Filme, darunter Der Schuh des Manitu, Der Untergang, Das Parfum – Die Geschichte eines Mörders und Resident Evil über 180 Mio. Kinobesucher in die deutschen Kinos ziehen und ein Box Office von über 1 Milliarde US-Dollar erzielen.
2001 etablierte er mit der Constantin Film das Segment kommerzielles Arthouse mit Titeln wie Swimming Pool, 8 Frauen, Die Kinder des Monsieur Mathieu, Die Reise des jungen Che oder La vie en rose. 2006 wurde er neben Bernd Eichinger Mitgesellschafter und Geschäftsführer der Kölner Cinedom-Unternehmensgruppe. 2008 hat Friedl die Constantin Film verlassen.
Danach konzentrierte sich Thomas Peter Friedl als Filmproduzent und CEO der 2008 in Berlin gegründeten UFA Cinema, mit der der internationale Medienkonzern Bertelsmann/RTL Group/Fremantle die traditionsreiche Marke UFA zurück auf die große Leinwand gebracht hat, ausschließlich auf das Produktionsgeschäft. Friedl verantwortete als Produzent u. a. die Verfilmungen der Jugendbücher Teufelskicker und Hanni & Nanni, die Kinokomödie Die Relativitätstheorie der Liebe, des Bestsellers Dschungelkind, des Kinothrillers Die vierte Macht, der Liebeskomödie Jesus liebt mich sowie Das Wochenende. Insgesamt konnte die UFA Cinema in der fünfjährigen Amtszeit von Friedl 15 nationale und internationale Kinofilme realisieren.
Im Juli 2013 zog es Friedl wieder zurück in seine Heimatstadt München, wo er gemeinsam mit Produzent Stefan Arndt das internationale Kino- und TV-Produktionshaus The Amazing Film Company ins Leben rief.
Von 2006 bis 2008 war er geschäftsführender Vorstand des Verbandes der Filmverleiher e. V. Daneben ist er in verschiedenen Arbeitsgruppen und Ausschüssen der Spitzenorganisation der Filmwirtschaft (SPIO) und Filmförderungsanstalt (FFA) tätig. Von 2005 bis 2008 verantwortete er zusammen mit Nico Hofmann als künstlerischer Leiter der Deutschen Filmakademie die Verleihung des Deutschen Filmpreises.
1999 hat er gemeinsam mit Bernd Eichinger und anderen Künstlern Artists for Kids – Projekt für kreative Jugendhilfe ins Leben gerufen und war bis zu Eichingers Tod im Januar 2011 als stellvertretender Aufsichtsratsvorsitzender für die Initiative tätig. Seit 2011 leitet Friedl den Aufsichtsrat von Artists for Kids.

## Filmografie (Auswahl)
- 2010 Niemandsland (Produzent)
- 2010 Die kommenden Tage (Co-Produzent)
- 2010 Hanni & Nanni (Produzent)
- 2010 Teufelskicker (Produzent)
- 2012 Jesus liebt mich (Produzent)
- 2012 Das Wochenende (Produzent)
- 2017 Die Hölle – Inferno (Produzent)
- 2019 Rate Your Date (Produzent)
- 2020 Der Beischläfer (Produzent)